# Yves du Manoir
Yves Frantz Loys Marie Le Pelley du Manoir (* 11. August 1904 in Vaucresson; † 2. Januar 1928 in Reuilly) war ein französischer Rugby-Union-Spieler.

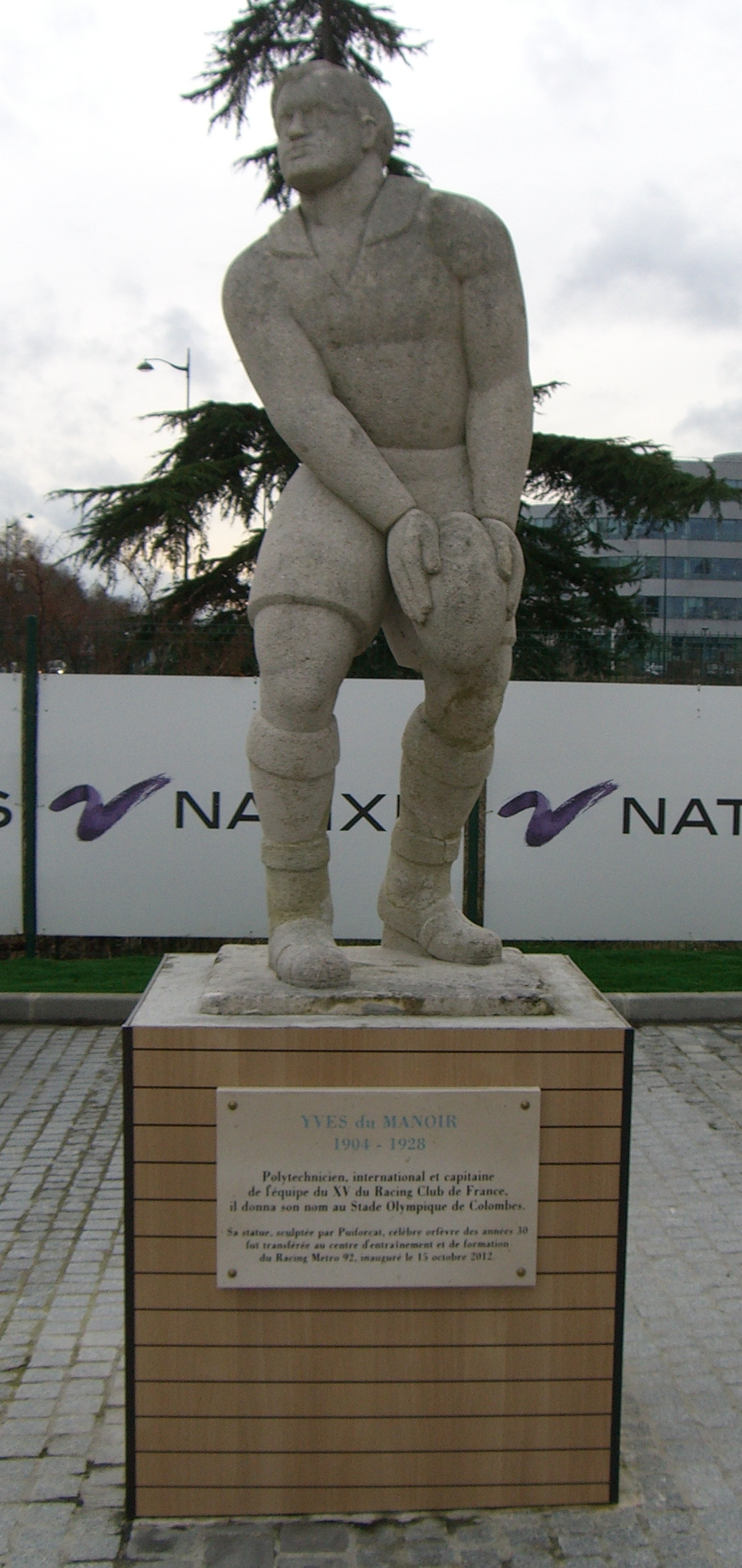
Statue zu Ehren von Yves du Manoir

Du Manoir, der von adeliger Herkunft war, absolvierte das Lycée Sainte-Geneviève in Versailles und anschließend ab 1924 die École polytechnique in Paris. Dort erwarb er 1925 den Grad eines Unterleutnants der Fliegertruppen. Der begabte Rugbyspieler spielte für den renommierten Verein Racing Club de France, üblicherweise auf der Position des Verbindungshalbs.
Am 1. Januar 1925 kam er in Colombes zum ersten Mal für die französische Nationalmannschaft zum Einsatz, in einem Five Nations-Spiel gegen Irland. Obwohl die Franzosen 3:9 verloren, wurde Yves du Manoir zum besten Spieler des Tages gewählt. Bis 1927 bestritt er weitere sieben Länderspiele, eines davon als Mannschaftskapitän.
Frankreich sollte am 2. Januar 1928 gegen Schottland spielen, doch du Manoir sagte ab, weil er in Avord bei Bourges ein militärisches Flugexamen ablegen musste. Nur wenige Minuten nach dem Start stürzte sein Flugzeug, eine Caudron C.59, bei Reuilly im Département Indre ab. Nur unweit der Absturzstelle, an der du Manoir ums Leben kam, wurde eine Stele errichtet.
Rund vier Monate nach seinem Tod benannte der Racing Club sein Stadion in Stade Olympique Yves-du-Manoir um. Bis 1973 trug die Nationalmannschaft dort die meisten ihrer Spiele aus. Vor dem Stadion befindet sich eine Statue von Yves du Manoir. Nach ihm benannt ist auch die Challenge Yves du Manoir, ein von 1932 bis 2003 ausgetragenes und vom Racing Club organisiertes Rugbyturnier.